# Filip Ilic
Filip Ilic (Skopje, Macedonia del Norte, 26 de enero de 1997) es un futbolista de Macedonia. Juega de arquero y su equipo actual es el Gandzasar de la Liga Premier de Armenia.

## Selección
| Club             | Año         | PJ           | Goles |
| ---------------- | ----------- | ------------ | ----- |
| Selección Sub-17 | 2014        | 1            | 0     |
| Selección Sub-19 | 2015 - 2016 | 5 (Suplente) | 0     |
| Selección Sub-21 | 2017        | 3 (Suplente) | 0     |

## Clubes
| Club            | País                | Año           | PJ | Goles |
| --------------- | ------------------- | ------------- | -- | ----- |
| Metalurg Skopje | Macedonia del Norte | 2014 - 2016   | 17 | 0     |
| Gandzasar       | Armenia             | 2016-presente | 1  | 0     |